# Roy Nielsen
Roy Nielsen (* 27. März 1916 in Kristiania; † 4. April 1945) war als Mitglied von Milorg im norwegischen Widerstand während des Zweiten Weltkrieges tätig und beteiligte sich an Propaganda und Sabotage.
Nielsen wurde 1916 als Sohn von Christian und Signe Nielsen geboren. Er heiratete 1941 Helen Næss. Er war ein aktiver Amateurboxer im Club Fagforeningenes IF av 1926.
Während des Zweiten Weltkriegs war er Mitglied der bewaffneten norwegischen Widerstandsorganisation Milorg. Er arbeitete mit dem Soldaten Max Manus der Kompani Linge in der SOE-Operation Bundle zusammen, bei der es um Sabotage an deutschen Schiffe ging. Die Gruppe experimentierte mit selbstgebauten Torpedos. Ein Versuch, ein Truppenschiff im Oslofjord zu treffen schlug fehl. Ein späterer Versuch im Sommer 1944, bei dem ein Zerstörer außerhalb von Moss zu treffen versucht wurde, war ein teilweiser Erfolg, da das Schiff sieben Monate schwer beschädigt und außer Betrieb war.
Unter seinen Sabotageoperationen war die Zerstörung von 25 Messerschmitt-Kampfflugzeugen und 150 Motoren in einer Busgarage in Oslo am 14. August 1944 zusammen mit Max Manus, Gunnar Sønsteby und anderen.
Zusammen mit Max Manus gelang es ihm, das deutsche Truppenschiff SS Donau am 16. Januar 1945 im Oslofjord zu versenken, indem er auf einer Schiffsseite magnetische Limpetminen mit Zeitverzögerung platzierte.
Beim Versuch, sich seiner Festnahme durch deutsche Soldaten zu entziehen, wurde er am 4. April 1945 erschossen.